# Wahyt Orazsähedow
Wahyt Sähetmyradowiç Orazsähedow (ur. 26 stycznia 1992 w Babarapie) – turkmeński piłkarz grający na pozycji napastnika. Od 2018 roku jest zawodnikiem klubu Altyn Asyr Aszchabad.

## Kariera piłkarska
Swoją karierę piłkarską Orazsähedow rozpoczął w klubie Rubin Kazań. W latach 2009–2010 grał w rezerwach tego klubu, a w 2011 awansował do pierwszej drużyny. 6 listopada 2011 zadebiutował w Priemjer-Lidze w przegranym 0:1 wyjazdowym meczu z Wołgą Niżny Nowogród i był to jego jedyny mecz w pierwszym zespole Rubinu.
W 2012 roku Orazsähedow został wypożyczony do Nieftiechimika Niżniekamsk, w którym swój debiut zaliczył 23 lipca 2012 zwycięskim 3:1 wyjazdowym meczu ze Spartakiem Nalczyk. Zawodnikiem Nieftiechimika był do końca 2013 roku.
Na początku 2014 roku Orazsähedowa wypożyczono do Dacii Kiszyniów. Zadebiutował w niej 3 maja 2014 w przegranym 0:2 domowym meczu z Zimbru Kiszyniów. W Dacii rozegrał 2 mecze.
W sezonie 2014/2015 Orazsähedow był zawodnikiem najpierw Osmanlısporu, a następnie FK Rostów, jednak w obu tych zespołach nie zadebiutował. W 2015 przeszedł do Aşgabat FK, a w 2016 do Ahal FK. W 2017 wywalczył z nim wicemistrzostwo Turkmenistanu.
W 2018 roku Orazsähedow został zawodnikiem azerskiego klubu Səbail Baku. Zadebiutował w nim 2 kwietnia 2018 w przegranym 0:2 wyjazdowym meczu z Neftçi PFK.
W 2018 roku Orazsähedow przeszedł do Altyn Asyr Aszchabad. W sezonie 2018 został z nim mistrzem Turkmenistanu.
| Sezon   | Klub                      | Kraj         | Rozgrywki         | Mecze | Gole |
| ------- | ------------------------- | ------------ | ----------------- | ----- | ---- |
| 2009    | Rubin-2 Kazań             | Rosja        | Wtoroj diwizion   | ?     | ?    |
| 2010    | Rubin-2 Kazań             | Rosja        | Wtoroj diwizion   | ?     | ?    |
| 2011/12 | Rubin Kazań               | Rosja        | Priemjer-Liga     | 1     | 0    |
| 2012/13 | Nieftiechimik Niżniekamsk | Rosja        | Pierwyj diwizion  | 27    | 3    |
| 2013/14 | Nieftiechimik Niżniekamsk | Rosja        | Pierwyj diwizion  | 16    | 2    |
| 2013/14 | Dacia Kiszyniów           | Mołdawia     | Divizia Națională | 2     | 0    |
| 2014/15 | Osmanlıspor               | Turcja       | TFF 1. Lig        | 0     | 0    |
| 2014/15 | FK Rostów                 | Rosja        | Pierwyj diwizion  | 0     | 0    |
| 2015    | Aşgabat FK                | Turkmenistan | Ýokary Liga       | ?     | ?    |
| 2016    | Ahal FK                   | Turkmenistan | Ýokary Liga       | ?     | ?    |
| 2017    | Ahal FK                   | Turkmenistan | Ýokary Liga       | ?     | ?    |
| 2017/18 | Səbail Baku               | Azerbejdżan  | Premyer Liqası    | 10    | 0    |
| 2018    | Altyn Asyr Aszchabad      | Turkmenistan | Ýokary Liga       | ?     | ?    |

## Kariera reprezentacyjna
W reprezentacji Turkmenistanu Orazsähedow zadebiutował 11 października 2016 w przegranym 0:1 towarzyskim meczu z Kirgistanem. W 2019 roku powołano go do kadry na Puchar Azji.